# Okres Hlohovec
Hlohovec ist ein Okres (Verwaltungsgebiet) im Westen der Slowakei mit 45.282 Einwohnern (2004) und einer Fläche von 267 km².
Der Bezirk liegt in den südlichen Ausläufern des Donauhügellandes (Podunajská pahorkatina) um den Fluss Waag herum. Im Westen schließt der Okres Trnava, im Norden der Okres Piešťany, im Osten die Bezirke Topoľčany und Nitra im Nitriansky kraj und im Süden der Okres Galanta an.
Historisch gesehen liegt der Bezirk im ehemaligen Komitat Neutra (siehe auch Liste der historischen Komitate Ungarns).

## Bevölkerung
| Jahr                | 1994   | 2004    | 2014    | 2024    |
| ------------------- | ------ | ------- | ------- | ------- |
| Anzahl der Personen | 45.494 | 45.282  | 45.723  | 42.762  |
| Unterschied         |        | −0,46 % | +0,97 % | −6,47 % |

| Jahr                | 2023   | 2024    |
| ------------------- | ------ | ------- |
| Anzahl der Personen | 43.197 | 42.762  |
| Unterschied         |        | −1,00 % |

## Städte
- Hlohovec (Freistadt[l])
- Leopoldov (Leopoldneustadtl)

## Gemeinden
| - Bojničky - Červeník - Dolné Otrokovce (Unterotrokowitz) - Dolné Trhovište (Unterwascharditz) - Dolné Zelenice (Unterzelenitz) - Dvorníky - Horné Otrokovce (Oberotrokowitz) - Horné Trhovište (Oberwascharditz) | - Horné Zelenice (Oberzelenitz) - Jalšové (Jalschowe) - Kľačany (Klatzany) - Koplotovce - Madunice (Madunitze) - Merašice (Meraschitz) - Pastuchov - Ratkovce (Rattkowetz) | - Sasinkovo - Siladice (Siladitz) - Tekolďany - Tepličky - Trakovice (Tarkowitz) - Žlkovce |

Das Bezirksamt ist in Trnava, eine Zweigstelle in Hlohovec.

## Kultur
In dem Artikel Denkmalgeschützte Objekte im Okres Hlohovec findet man Informationen über die vom slowakischen Denkmalamt geschützten Objekte im Okres.